# Xasthur
Xasthur (МФА: [zæstər]) — акустичний і блекметал-проєкт, заснований Скоттом Коннером (також відомий під псевдонімом Malefic). Музику й тексти пісень зосереджено, як правило, на темах астральної проєкції, ненависті, безпритульності та смерті. Malefic вирішив створити колектив лише з одним учасником, наслідуючи приклади Burzum і Graveland.
Malefic гастролював із Sunn O))), він також долучився на сцені до Nachtmystium. Проте в інтерв'ю Pitchfork Media музикант заявив, що Xasthur назавжди залишиться гуртом, що ніколи не виступав наживо. Попри це 2015 року Скотт змінив своє рішення.

## Етимологія
Назва «Xasthur» є поєднанням слів «Гастур» та «Зенаот» (англ. «Hastur» і «Xenaoth»). За словами засновника, він знайшов ім'я Гастур у «Некрономіконі», воно означає «демоницю, що вбивала людей, поки ті спали». Зенаот є посиланням на бога, про якого Malefic прочитав у книзі, присвяченій афрокарибській релігії сантерія.

## Історія
Xasthur створено у грудні 1995 р. в Альгамбрі, штат Каліфорнія. Перед цим Коннер грав з кількома місцевими дез-метал гуртами Південної Каліфорнії. Спочатку колектив репетирував та записувався на домашній студії в непостійному складі. Свого часу 10-трекову касету з ранніми репетиціями можна було придбати неофіційно. Оригінал запису знищено, деякі пісні з'явилися на наступних релізах.
На спліт-альбомі Xasthur/Orosius Майк Парді, друг Скотта, учасник гурту Draconis, відомий під псевдонімом Ritual, записав барабани й вокал. На пісні «A Curse for the Lifeless» та міні-альбомі Xasthur сесійним музикантом виступив Хайджа «Blood Moon» Осар (з Dacon та Crimson Moon). Перед випуском дебютного студійного альбому обмеженим накладом поширювався демо-запис A Gate Through Bloodstained Mirrors, який згодом перевидав шведський лейбл Total Holocaust Records та інші андеґраундні фірми звукозапису.
Nocturnal Poisoning (записаний у квітні-вересні 2001 р.) вийшов за рік на незалежних лейблах Blood Fire Death і Red Stream. 2005 року Southern Lord Records видав ремастер на двох грамплатівках. За свою кар'єру проєкт випустив спліт-альбоми з Orosius, Acid Enema, Nachtmystium, Striborg, Angra Mainyu, Leviathan та Nortt. Xasthur узяв участь у записі триб'ютів Ildjarn, Burzum і Judas Iscariot. Крім того, Malefic співпрацював з Gravesideservice (як басист), дроунметал-проєктом Sunn O))), Mord та блек-метал супергуртом Twilight.
26 березня 2010 Xasthur видав восьмий студійний альбом Portal of Sorrow, заявлений як останній. За словами Скотта, однією з причин припинення діяльності був брак мотивації, віднови гурту не варто очікувати. 30 вересня 2010 відбулась прем'єра відеокліпу «Walker of Dissonant Worlds», а у березні 2012 — «Horizon of Plastic Caskets».
Новим проєктом музиканта став Nocturnal Poisoning, акустичний гурт, що спершу також складався з однієї особи й отримав свою назву на честь однойменної платівки Xasthur 2002 року. У березні 2015 Скотт полишив Nocturnal Poisoning, відновивши Xasthur як продовження акустичного проєкту. 2023 року видано Inevitably Dark з акустичним та блекметал-матеріалом. Останній було записано роком раніше. За описом лейблу, альбом не є гарантованим поверненням до блекметалу у майбутньому.

## Учасники
Теперішні
- Скотт «Malefic» Коннер — вокал, гітара, бас-гітара, барабани, програмування ударних, бубен, клавішні, віолончель, автор музики й текстів (1995—2010; 2015-понині)

Колишні
- Майк «Ritual» Парді — барабани, вокал (1999)[9]
- Роберт Несслін — вокал (2015)
- Крістофер Ернандес — гітара, вокал, губна гармоніка, бас-гітара (2015—2021)[10]
- Рейчел Румієн — акустична бас-гітара (2016—2018)
- Джо — гітара (2019—2021)[11]

### Сесійні
- Хайджа «Blood Moon» Осар — клавішні на «A Curse for the Lifeless» та Xasthur
- M.H. (Марк Гантер) — вокал, клавішні на Defective Epitaph та All Reflections Drained

## Дискографія

### Студійні альбоми
- Nocturnal Poisoning (2002)
- The Funeral of Being (2003)
- Telepathic with the Deceased (2004)
- To Violate the Oblivious (2004)
- Subliminal Genocide (2006)
- Defective Epitaph (2007)
- All Reflections Drained (2009)
- Portal of Sorrow (2010)
- Subject to Change (2016)
- Victims of the Times (2021)
- Inevitably Dark (2023)
- Disharmonic Variations (2024)

### Спільні альбоми
- The Hallucination Tunnels (2021) (разом із Casket of Dreams)[12]

### Мініальбоми
- Xasthur/Orosius (1999) (спліт-альбом)
- A Darkened Winter (2001)
- Xasthur & Acid Enema (2002) (спліт-альбом)
- Suicide in Dark Serenity (2003)
- A Sermon in the Name of Death (2004)
- Xasthur & Angra Mainyu (2004) (спліт-альбом)
- Leviathan/Xasthur (2004) (спліт-альбом)
- Nortt/Xasthur (2004) (спліт-альбом)
- Xasthur (2006)
- A Living Hell (2008) (спліт-альбом; разом із Black Circle)
- Self Deficient/Upscale Ghetto (2018)
- Aestas Pretium MMXVIII (2018)
- Ominous Fates (2021)

### Демо-записи
- A Gate Through Bloodstained Mirrors (2001)
- 2002 Rehearsal (2002)
- 2005 Demo (2010)
- 1997-1999 Rehearsal (2013) (перевидано 2023 року як Rehearsals: 1997—1999)
- Sigils Made of Flesh and Trees (2017)

### Компіляції
- Nightmares at Dawn (2012)
- Vol.1 Splits 2002-2004 (2024)
- Vol.2 Splits & Bonus 2007-2009 (2024)

### Бокс-сети
- Wooden Box (2018)[13]
- The Moribund Cult Years (2020)